# 花なき山の
花なき山の（はななきやまの）は旧制山口高等商業学校（山口高商）の代表寮歌。より正確には、山口高商の前身校、旧制 （旧）山口高等学校の寮歌である。鳳陽寮歌（ほうようりょうか）とも呼ぶ。「花なき山の」とは、歌い出しの文言である。

## 基本データ
- 成立年： 1899年（明治32年）
- 作詞者・作曲者： 佐々政一（1872年 - 1917年）

佐々政一（俳号：佐々醒雪）は国文学者・俳人。1896年（明治29年） 帝国大学文科大学卒。旧制第二高等学校や旧制（旧）山口高等学校で国文学を教えた。（旧）山口高には明治32年4月に着任し、1901年（明治34年） 12月に依願退官した。
『日本寮歌集』 （寮歌#書籍参照） などの文献では成立年月日が 「明治33年（1900年）9月30日」 となっているが、山口高商同窓会 「鳳陽会」 の見解では前年、1899年（明治32年） 9月30日の作である。著作権はすでに消滅している。

## 概要
日本の寮歌の中でも最初期の作品の一つ。19世紀に作られた寮歌のうち、今日も歌われている歌は他にほとんどない。寮歌の中心地 旧制第一高等学校（一高）でも、まだ本格的な寮歌は数少なかった時代である。この歌も、生徒が自ら作った歌ではなく、一高の（狭義の）最初の寮歌（1892年 『雪ふらばふれ』）と同様、教師が作った歌であった。4月に着任したばかりの新任教師の佐々は、（旧）山口高に歌がないことを残念に思い、自作の歌を寮生らに寄贈したのである。発表された場は、寄宿舎の食堂が外部委託から自炊に変わったことを記念する寮生の集会「自炊創立記念兼茶話会」であり、当初この歌は『寄宿舎茶話会歌』と呼ばれて愛唱された。
後の日露戦争前後に盛んに作られて護国と自治とを訴えた一高の寮歌と異なり、この歌は山都の質素な共同生活を歌っている。2番・3番は一転して、1番で「無い」と歌った春秋の雅（山桜、川面の月と酔宴）を歌うが、そこに俗世の匂いを感じとり、3番の 「さもあらばあれ」（それはさておき）の一言で生徒らの宴に戻る。鳳翩山（ほうべんざん）や椹野川（ふしのがわ）が淡々と永続するように、友情が永続することを宣言して、寮歌は締めくくられる。長調の明るい曲で、現在まで長調で歌われている。
1940年（昭和15年）発行の『山口高等商業学校沿革史』はこの歌について、「この歌詞は絢爛華麗の粧を缺くも、雄勁なる気魄を湛へ簡素質実の匂い馥郁とし、此の寮にして初て此の歌ありと謂ふべきであった」と評した。1番の「花なき山」がどの山を指すのかは意見が分かれるが、「月も宿さぬ川」は 4番の椹野川とは異なるため、一の坂川と解釈されている。

## 継承
（旧）山口高等学校は1905年（明治38年）に山口高商に転換させられ、この歌は山口高商の寮歌として歌われた。1919年（大正8年）に山口高等学校が再び設置された後も、亀山校地は引き続き山口高商の校地であり、この歌も山口高商の寮歌であり続けた（再興山口高等学校は糸米校地）。寮が鳳陽寮と名付けられたのは1922年（大正11年）4月のことで、それ以来、『鳳陽寮歌』とも呼ばれている。
第二次世界大戦後の学制改革で、山口経済専門学校 （1944年に山口高商から改称） は新制山口大学経済学部となり、亀山校地、鳳陽寮とこの歌はそのまま引き継がれた。1973年（昭和48年）のキャンパス統合で亀山校地と鳳陽寮は廃止され、現在は公園となっている。この歌は、その後も新制を含む同窓生の間で歌われ続けており、寮歌祭では、旧制山口高商の代表寮歌として歌われている。東京の日本寮歌祭には、一時は現役の山口大学経済学部の学生も出演し、旧制卒業生と共にこの歌を歌っていた。
現在、旧亀山校地の跡地と、山口大学経済学部 （吉田校地） 前庭とに、鳳陽寮歌碑が設置されている。